# Alex Brosque
Alex Jason Brosque (* 12. Oktober 1983 in Sydney) ist ein ehemaliger australischer Fußballspieler.

## Karriere

### Verein

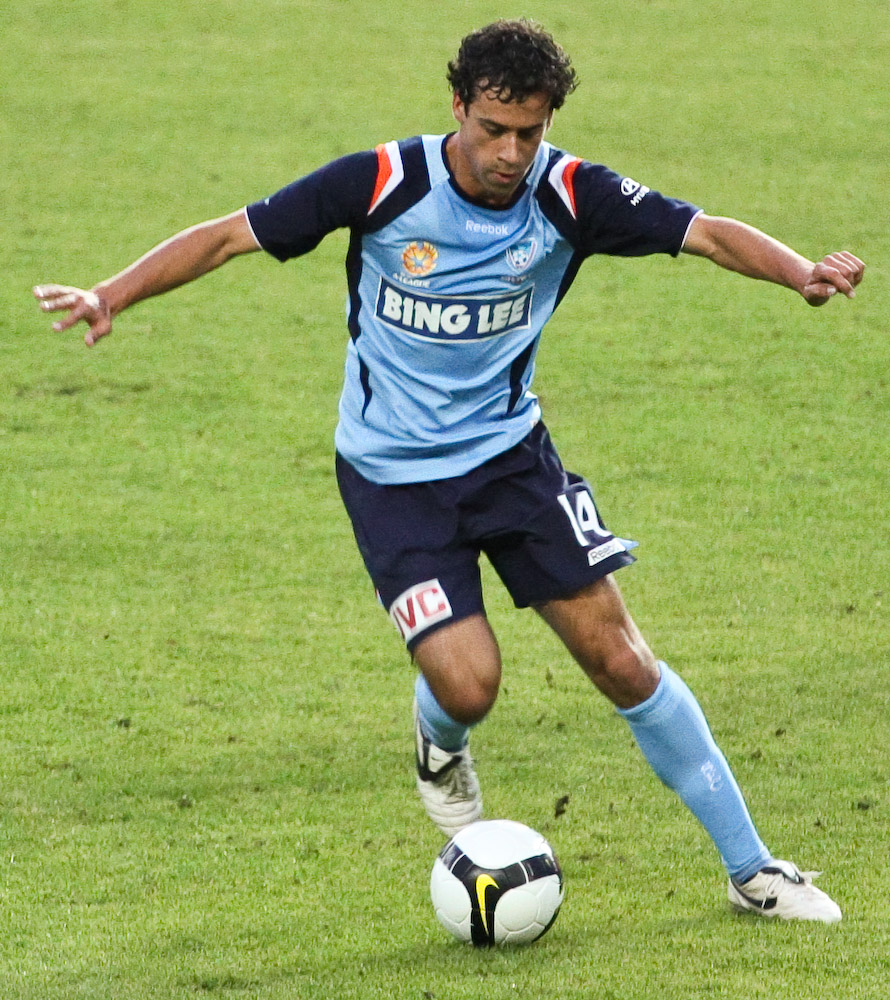
Brosque im Trikot des Sydney FC (2008)

Brosque, dessen Eltern aus Uruguay stammen, begann seine Karriere nach seiner Zeit am Australian Institute of Sport 2001 beim NSL-Klub Marconi Stallions. Bis zur Einstellung der Liga im Jahre 2004 erzielte er in 53 Spielen 13 Treffer. Dabei wurde er 2003 und 2004 mit der Papasavas Medal als bester Nachwuchsspieler (U-21) ausgezeichnet. Er erhielt im Anschluss ein Angebot vom niederländischen Klub Feyenoord Rotterdam und wurde von dort umgehend zum belgischen Verein KVC Westerlo verliehen. Bei Westerlo kam er unter anderem wegen einer Knöchelverletzung nur zu 16 Einsätzen und erzielte dabei zwei Treffer. Bereits 2005 kehrte er nach Australien zurück, wo mit der Profiliga A-League ein neues Ligaformat errichtet wurde.
Er unterschrieb einen Vertrag bei den Queensland Roar, mit denen er sich trotz acht Saisontreffern, die zum Titel des Torschützenkönigs reichten, nicht für die Finals qualifizieren konnte. Zur Saison 2006/07 wechselte er zum amtierenden Meister Sydney FC, die diesen Erfolg aber seither nicht wiederholen konnten. Brosque gilt als sehr uneigennütziger Stürmer, so belegte er beispielsweise in den Spielzeiten 2005/06 und 2008/09 ligaintern Spitzenpositionen in der Statistik der Torvorlagengeber. Auch beim Meisterschaftsgewinn in der Saison 2009/10 gehörte Brosque mit sechs Toren und sieben Torvorlagen zu den Leistungsträgern von Sydney.
Im Januar 2011 wechselte Brosque für die festgeschriebene Ablösesumme von 400.000 A$ zum japanischen Klub Shimizu S-Pulse. Der Wechsel fand unter kontroversen Umständen statt, weil Brosque bereits zum 1. Juli 2010 einen ab 1. April 2011 gültigen neuen Drei-Jahres-Vertrag bei Sydney unterschrieben hatte. In seinem auslaufenden Vertrag bestand allerdings eine Ausstiegsklausel, die von Shimizu genutzt wurde. Zudem ist fraglich, ob der Shimizu angesichts des Vertragsverhältnisses ohne Zustimmung Sydneys mit dem Spieler hätte verhandeln dürfen, nach FIFA-Regularien darf dies nur bei Spielern mit weniger als sechs Monaten Restvertrag geschehen. Sydney wollte den Transfervorgang von der FIFA prüfen lassen.
Zwei Spielzeiten später schloss er sich dem al Ain Club in den Vereinigten Arabischen Emiraten an und feierte dort jeweils die Meisterschaft und den Pokalsieg. Zur Saison 2014/15 wechselte er erneut zum Sydney FC, wo er im Sommer 2019 seine aktive Karriere beendete. In dieser Zeit gewann er noch zwei Mal die nationale Meisterschaft Australiens.

### Nationalmannschaft
Brosque stürmte an der Seite von Scott McDonald für die australische U-20-Auswahl bei der Junioren-Fußballweltmeisterschaft 2003 und gehörte dort mit einem Treffer und drei Torvorlagen zu den Leistungsträgern seines Teams. Im Sommer 2004 nahm er mit der Olympiaauswahl an den Olympischen Spielen in Griechenland teil und erreichte mit dem Team das Viertelfinale.
Er kam zwischen 2004 und 2013 zu insgesamt 21 Einsätzen in der australischen A-Nationalmannschaft, in denen er sechs Tore erzielen konnte. In der 2. Runde des OFC-Nationen-Pokals 2004 gab Brosque gegen die Fischi-Inseln am 2. Juni 2004 sein Debüt und kam in den nächsten vier Tagen zu zwei weiteren Einsätzen.

## Erfolge
Vereine
- Australischer Meister: 2010, 2017, 2019
- VAE-Meister: 2013
- VAE-Pokalsieger: 2014

Nationalmannschaft
- Sieger der Ozeanienmeisterschaft: 2004

Auszeichnungen
- A-League-Torschützenkönig: 2005/06
- NSL Papasavas Medal (bester Nachwuchsspieler U-21): 2002/03, 2003/04
- Nominierung in das PFA A-League Team of the Year: 2009/10, 2016/17 (Ersatzbank)